# Виктор (Абу-Ассали)
Митрополи́т Ви́ктор Абу-Ассали (араб. فيكتور أبو عسلي‎, англ. Victor Abou-Assaley или Або-Ассали, англ. Abo-Assaley; ум. 19 апреля 1934) — епископ Антиохийской православной церкви, митрополит Нью-Йоркский и Северо-Американский.

## Биография
Известно, что он родился в деревне Аита-аль-Фухар, в долине Бекаа, Ливан, до 1918 года бывший в составе Османской империи. Был рукоположён в сан священника. О его служении на Ближнем Востоке ничего не известно.
В XIX веке тяжёлое положение Антиохийского Патриархата заметно улучшилось благодаря помощи из России, но в связи с революцией 1917 года помощь из России иссякла, и к концу Первой мировой войны Антиохийская церковь отчаянно нуждалась в финансовой помощи. После окончания войны делегация, возглавляемая Чарльзом Эмхардтом из Епископальной церкви США, была направлена для расследования статуса её миссии в Сирии. Именно в Сирии Патриарх Антиохийский Григорий IV установил контакт с Эмхардтом. В Православной епархиальной канцелярии в Бейруте состоялась встреча митрополита Бейрутского Герасима (Массара) с Эмхардтом, а диакон Антоний (Башир) выступил в качестве переводчика. Эмхардт предложил помочь Церкви Антиохии при условии, что Патриарх признаёт действительность таинств Епископальной церкви. Благодаря этому, Епископальная церковь сделает всё возможное, чтобы облегчить финансовое бремя Антиохийской церкви. Очевидно, это условие было отвергнуто Патриархом. Однако во время разговора Эмхардт упомянул, что в сентябре 1922 года будет общее собрание протестантской епископальной церкви в Портленде, штат Орегон. Патриарх рассмотрел возможность отправки делегации на эту конвенцию, чтобы заявить о позиции Антиохийской церкви и поэтому решил отправить делегацию, состоящую из митрополита Герасима, архимандрита Виктора Або-Ассали и диакона Антония (Башира).
После участия в данном мероприятии, митрополит Герасим и архидиакон Антоний начали разъезжать по США, Мексике и Кубе, прося для финансовой помощи для больницы святого Георгия и Школы мира в Бейруте. Одновременно они посещали и антиохийские православные приходы, которые ранее находились в ведении Северо-Американской епархии Русской православной церкви.
Деятельность митрополита Герасима, архимандрита Виктора и диакона Антония позволила провести подготовку к созданию в Северной Америке епархии Антиохийской православной церкви. Патриарх Антиохийский Григорий III, учредив в 1924 году эту епархию, избрал архимандрита Виктора её первым архиереем. 11 сентября 1924 года в албанском православном храме святой Марии состоялась его епископская хиротония, которую совершили митрополит Захария (Авран) в сослужении с иерархом Иерусалимской православной церкви архиепископом Пантелеимоном (Афанасиадисом), приехавшим в США для сбора пожертвований.
Задачей митрополита Виктора было организовать сирийские православные приходы в Северной Америке в общую епархию, однако он оказался в довольно сложной ситуации, так как в Северной Америке к концу 1920-х годов кроме митрополита Виктора ещё три епископа претендовали на управление православными арабскими приходами: митрополит Герман (Шехади), у которого не было благословения на управление приходами в Северной Америке; архиепископ Евфимий (Офейш), который первоначально возглавлял сирийцев в составе Русской православной церкви, но позже сформировал свою собственную юрисдикцию, названную Американская православная католическая церковь; Эммануил (Абу-Хатаб), бывший помощник Евфимия, возглавивший арабские приходы после того, как русская Северо-Американская митрополия отвергла Евфимия.
Только в 1933 году удалось достигнуть успеха в объединении православных арабов в Северной Америке: было решено, что Эммануил (Абу-Хатаб) перейдёт в Антиохийский Патриархат, впрочем он скончался, не успев этого сделать. Архиепископ Евфимий (Офейш) женился, за что был лишён сана, а митрополит Герман вернулся в Ливан. Таким образом арабские православные приходы перешли в ведение епархии Антиохийского патриархата, возглавляемой митрополитом Виктором.
Скончался 19 апреля 1934 года от рака в возрасте 46 лет. По воспоминаниям Лоррейн Феррис, лично знавшей его: «Когда он умер, все были опустошены, потому что он был почти как святой». Согласно воле почившего, его отпевание и похороны прошли в Вустере, штат Массачусетс, а не в Бруклине, где располагалась его кафедра. Его тело было позже перенесено в Антиохийскую деревню в Лигоньер, штат Пенсильвания.

## Память
Митрополит Виктор был как бы потерялся в той ситуации, омрачённый расколами своего времени и расколами, последовавшими за его смертью. Кроме того, он остался в тени своих ярких преемников, на посту главы антиохийских приходов в Северной Америке, митрополита Антония (Башира) и митрополита Филиппа (Салибы). Его фигура не привлекала внимания историков и до сих пор его сколько-нибудь полная биография не издана.